# ویلی گیلبرت
ویلی گیلبرت (انگلیسی: Willy Gilbert; ۱۰ سپتامبر ۱۸۸۱ – ۲۰ ژوئن ۱۹۵۶) قایقران قایق بادبانی اهل نروژ بود.